# 舒阿人

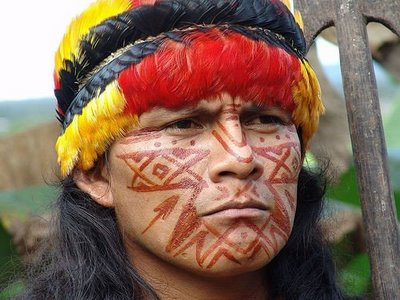
传统的舒阿人装扮

舒阿人（英語：Shuar，又译作舒阿尔人），是跨厄瓜多尔和秘鲁的一个部族，是希瓦羅人的一支，生活在亞馬遜雨林馬拉尼翁河源头处。